# Alyssum austrodalmaticum
Alyssum austrodalmaticum är en korsblommig växtart som beskrevs av Trinajstic. Alyssum austrodalmaticum ingår i släktet stenörter, och familjen korsblommiga växter. Inga underarter finns listade i Catalogue of Life.